# Leptodactylus vastus
Leptodactylus vastus es una especie de anfibio anuro de la familia Leptodactylidae.

## Distribución geográfica
Esta especie es endémica de Brasil. Habita en Paraíba, Rio Grande do Norte, Ceará, Piauí, Maranhão, Pernambuco, Alagoas, Sergipe, el norte de Bahía, el norte de Tocantins y el este Pará.

## Etimología
El nombre específico vastus proviene del latín vastus, que significa enorme, en referencia al tamaño de esta especie.

## Publicación original
- Lutz, 1930 : Segunda memória sobre espécies brasileiras do gênero Leptodactylus, incluindo outras aliadas. Second paper on brasilian and some closely related species of the genus Leptodactylus. Memórias do Instituto Oswaldo Cruz, vol. 23, n.º 1, p. 1‑20 & 21‑34.[6]